# Cullen corylifolium
Cullen corylifolium là một loài thực vật có hoa trong họ Đậu. Loài này được (L.) Medik. miêu tả khoa học đầu tiên.

## Hình ảnh

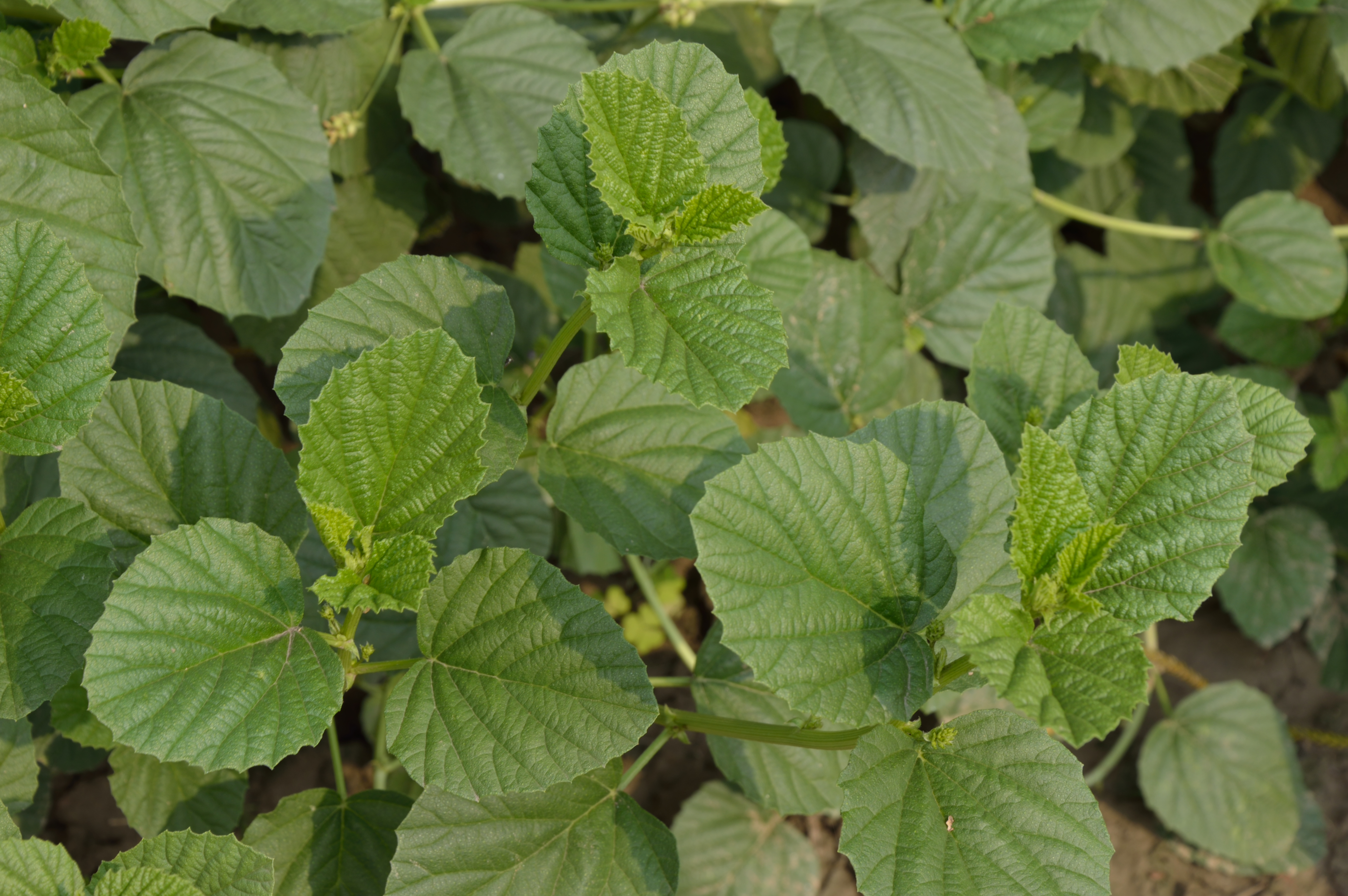
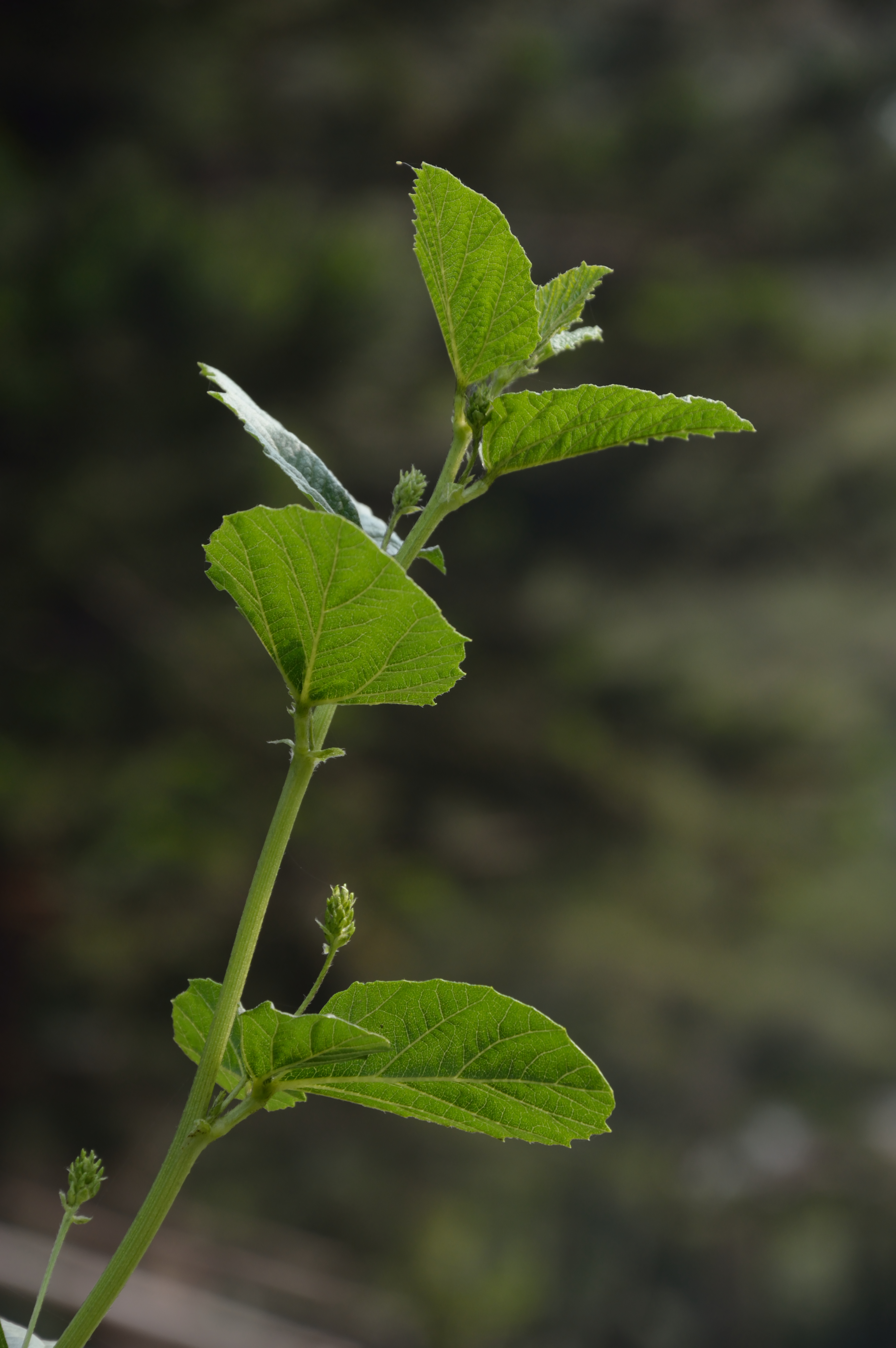